# مسجد غيفو
مسجد جيفو أو مسجد باب الإسلام بغيفو (باليابانية: 岐阜 モ ス ク) هو مسجد في مدينة غيفو، بمحافظة غيفو، في اليابان. وهو أول مسجد بُني في المحافظة.

## التاريخ
تم إنشاء المسجد بواسطة مسجد ناغويا. بدأ البناء في 25 أكتوبر 2007 واكتمل في 30 يونيو 2008 بتكلفة إجمالية تبلغ 129 مليون ين ياباني.

## الهندسة المعمارية
تم بناء المسجد في مبنى من طابقين على الطراز المعماري الشرق الأوسطي بطلاء أبيض.تبلغ مساحته الإجمالية 351 مترا مربعا. [3] كما يحتوي على مركز للثقافة الإسلامية ومدرسة إسلامية، تم بناؤها بتكلفة تصل إلى 135 مليون ين ياباني.

## وسائل النقل
يمكن الوصول إلى المسجد بالحافلة من محطة غيفو.